# Попеску, Митикэ
Митикэ Попеску (рум. Mitică Popescu; 2 декабря 1936, Бухарест — 3 января 2023, Бухарест)
— румынский актёр театра, кино, телевидения и дублирования.

## Биография
При коммунистическом режиме в Румынии 3 года находился в заключении по политическим мотивам.
Один из самых любимых румынских актёров. Амплуа — комик. Потом стал звездой кинематографа, театра и телевидения Румынии. Снялся в ряде фильмов и телесериалов, развлекательных шоу на ТВ, выступал на радио в стране и за рубежом. Дублировал фильмы.
М. Попеску характеризовали, как актёра с большим личным обаянием, сарказмом, блестяще исполняющего сложные роли в драматических, комических и музыкальных пьесах, в выступлениях в шоу.
Выступал на сцене бухарестского театра Teatrul Mic.
Выступал на театральной сцене в спектаклях классических и румынских авторов, в том числе М. Булгакова, К. Гольдони, Ж. Жироду, Г. Ибсена, С. Мрожека, Л. Пиранделло, У. Сарояна, А. Стриндберга, В. Александри, Т. Мушатеску, М. Сореску, К. Петреску, Д. Попеску, Э. Радзинского и других.
Был женат на актрисе Леопольдине Бэлэнуцэ (1934—1998).
Скончался 3 января 2023 года.

## Избранная фильмография
- 1993 — Зеркало / Oglinda
- 1987 — Семья Моромеце / Moromeţii
- 1986 — Золотой поезд — комиссар полиции Мунтяну
- 1985 — Глиссандо / Glissando
- 1982 — Клоуны на северном полюсе / Un Saltimbanc la Polul Nord
- 1981 — Почему звонят колокола, Митикэ / De ce trag clopotele, Mitică?
- 1979 — Мгновение / Clipa
- 1975 — Красные яблоки / Mere roșii
- 1974 — «Дуб» — первая необходимость / Stejar — extremă urgență — Пётр, камердинер

## Награды
- Премия Gopo Awards
- Кавалер Ордена «За верную службу» «за самоотверженность и артистическое изящество румынского театра по случаю полутора веков существования Национального театра в Бухаресте».
- В 2014 году почта Румынии выпустила почтовую марку с его изображением в серии «Звёзды театра и кино Румынии».